# Uroplatus alluaudi
Espèce
Statut de conservation UICN

 NT  : Quasi menacé
Statut CITES
Uroplatus alluaudi est une espèce de geckos de la famille des Gekkonidae.

## Répartition
Cette espèce est endémique du Nord de Madagascar.

## Habitat
Ce gecko vit dans la forêt tropicale humide malgache, qui se caractérise par une hygrométrie élevée voire très élevée et par des températures chaudes sans être très chaudes, avec des nuits et des hivers très peu marqués.

## Description
C'est un gecko nocturne, arboricoles et insectivores. Elle semble être rare.
Les mâles présentent des renflements latéraux à la base de la queue, logement des hémipénis.

## Éthologie
Ce sont des nocturnes stricts, qui ne sont actifs qu'à la nuit tombée. Ils vivent quasi exclusivement dans les arbres à une hauteur modérée, où ils chassent les insectes. Ils s'aventurent rarement au sol, en général uniquement pour se rendre dans un autre arbre ou pour attraper une proie.

Ce sont des animaux calmes, qui comptent en général plus sur leur camouflage que sur leur vitesse pour échapper aux prédateurs.

## Reproduction
Ces animaux se reproduisent au printemps (de l'hémisphère sud). On sait peu de chose sur leur reproduction, mais les autres espèces de ce genre pondent en général de 4 à 8 œufs par saison. Ceux-ci incubent durant plus de deux mois pour donner naissance à des petits identiques aux adultes (à la taille près).

## Étymologie
Ce genre est nommé en l'honneur de Charles Alluaud.

## En captivité
Cette espèce se rencontre très peu en terrariophilie pour plusieurs raisons : elle est très rare même dans son habitat ; peu de données sont disponibles sur ses besoins précis ; elle est soumise à un contrôle d'importation dans de nombreux pays, et Madagascar a quasiment stoppé l'exportation de sa faune locale.

## Publication originale
- Mocquard, 1894 : Diagnoses de quelques reptiles nouveaux de Madagascar. Compte-Rendu des Séances de la Société Philomathique de Paris, vol. 9, p. 3-5.